# Serne, Muncaci
Serne (în ucraineană Серне) este localitatea de reședință a comunei Serne din raionul Muncaci, regiunea Transcarpatia, Ucraina.

## Demografie
Componența lingvistică a localității Serne
     Maghiară (97,47%)
     Ucraineană (2,17%)
     Alte limbi (0,2%)
Conform recensământului din 2001, majoritatea populației localității Serne era vorbitoare de maghiară (97,47%), existând în minoritate și vorbitori de ucraineană (2,17%).